# سامر (مجلة)
مجلة سامر هي مجلة لبنانية، صدر العدد الأول منها عام 1979 تصدر كل يوم خميس عن شركة أبي ذر الغفاري للطباعة والإعلام، التي تصدر مجلة وجريدة الكفاح العربي، ومجلة فن. توقفت المجلة عن الصدور عام 1996م.
تحوي المجلة مقدمة موقعة باسم سامر تحت عنوان (بعد التحية) تنشر في الصفحة الثالثة، ليس هناك فهرس للمجلة، وقطعها 28×21 سم، توجه إلى الأطفال من سن السابعة حتى السابعة عشر دون إشارة إلى ذلك. قصص كرتون المجلة لا تمثل شخصيات ثابتة، رغم اعتماد المجلة على القصص جزئياً، حيث تتكون من 52 صفحة ملونة.
تعتمد المجلة على التسالي والمعلومات الثقافية المتنوعة، وتؤخذ أفكار صفحات عديدة من العدد من مصادر عالمية. كما تهتم المجلة بالمعلومات الرياضية، وتنشر رسائل القراء وصورهم وردود سامر على هؤلاء القراء، كما تنشر صور المناسبات وتهتم بنشر رسوم القراء وكتاباتهم في باب قلم وريشة، ومن الملاحظ أن أغلب المساهمات لبنانية وليبية وسورية وسعودية.
وهناك بريد المجلة التي ينشر فيه الأطفال مشاكلهم، أما صفحة حديثة الأصدقاء فتنشر صور الأطفال وأعمارهم وهواياتهم وعناوينهم، بالإضافة إلى قسيمة الاشتراك.
لا ملاحق للمجلة، وشعار المجلة: ((من أجل جيل عربي سعيد)) يُلاحظ أن أسماء الشهور المنشورة على الأعداد هي التقويم الميلادي والسوريالي وتقويم ليبيا دون الإشارة إلى التقويم الهجري، وتعتمد المجلة على الإعلانات.
تتضمن التسالي العناوين التالية:
- اضحك مع
- لعبة سامر
- تطابق
- المتشابه
- أضحك
- حروف متفرقة

## الأبواب

غلاف مجلة سامر.

كل باب من أبواب المجلة تُخصص المجلة له عادةً 4 صفحات، من الأبواب:
- قطار الثقافة
- علوم ومعارف
- تحقيق مصور
- رياضة
- ردود سامر وسلامة
- بريد المحبة
- حديقة الأصدقاء

## طاقم العمل
- رئيس مجلس الإدارة: وليد الحسيني
- رئيس التحرير: نادر الحسيني
- مدير التحرير: سليم مكزل
- المدير الفني: حسن شامي

### الكُتَّاب
- نهاد قلعي
- أمل فرح
- لينا كيلاني
- محمد صالح فرح
- محيي الدين الشهال
- زكريا عبد الحميد
- مريم شهال
- حسان محيي الدين
- نقولا فاخوري
- منى حمدان

### الرسامون
- ملحم عمار
- ممتاز البحرة
- أحمد الخطيب
- فيصل عبيد
- مريم شيباني
- طه الخالدي